# Heskin
Heskin – wieś w Anglii, w hrabstwie Lancashire, w dystrykcie Chorley. Leży 39 km na północny zachód od miasta Manchester i 295 km na północny zachód od Londynu. W 2001 miejscowość liczyła 883 mieszkańców.